# Scomberomorus multiradiatus
Scomberomorus multiradiatus es una especie de peces de la familia Scombridae en el orden de los Perciformes.

## Morfología
• Los machos pueden llegar alcanzar los 35 cm de longitud total y los 500 g de peso.

## Distribución geográfica
Se encuentra en la desembocadura del río Fly (Golfo de Papúa, Nueva Guinea ).